# Caroline von Wolzogen
Caroline von Wolzogen (geborene Sophie Caroline Auguste von Lengefeld; * 3. Februar 1763 in Rudolstadt; † 11. Januar 1847 in Jena) war eine deutsche Romanautorin. Bekannt wurde sie durch ihren Roman Agnes von Lilien. Sie war die Schwägerin Friedrich Schillers.

## Leben

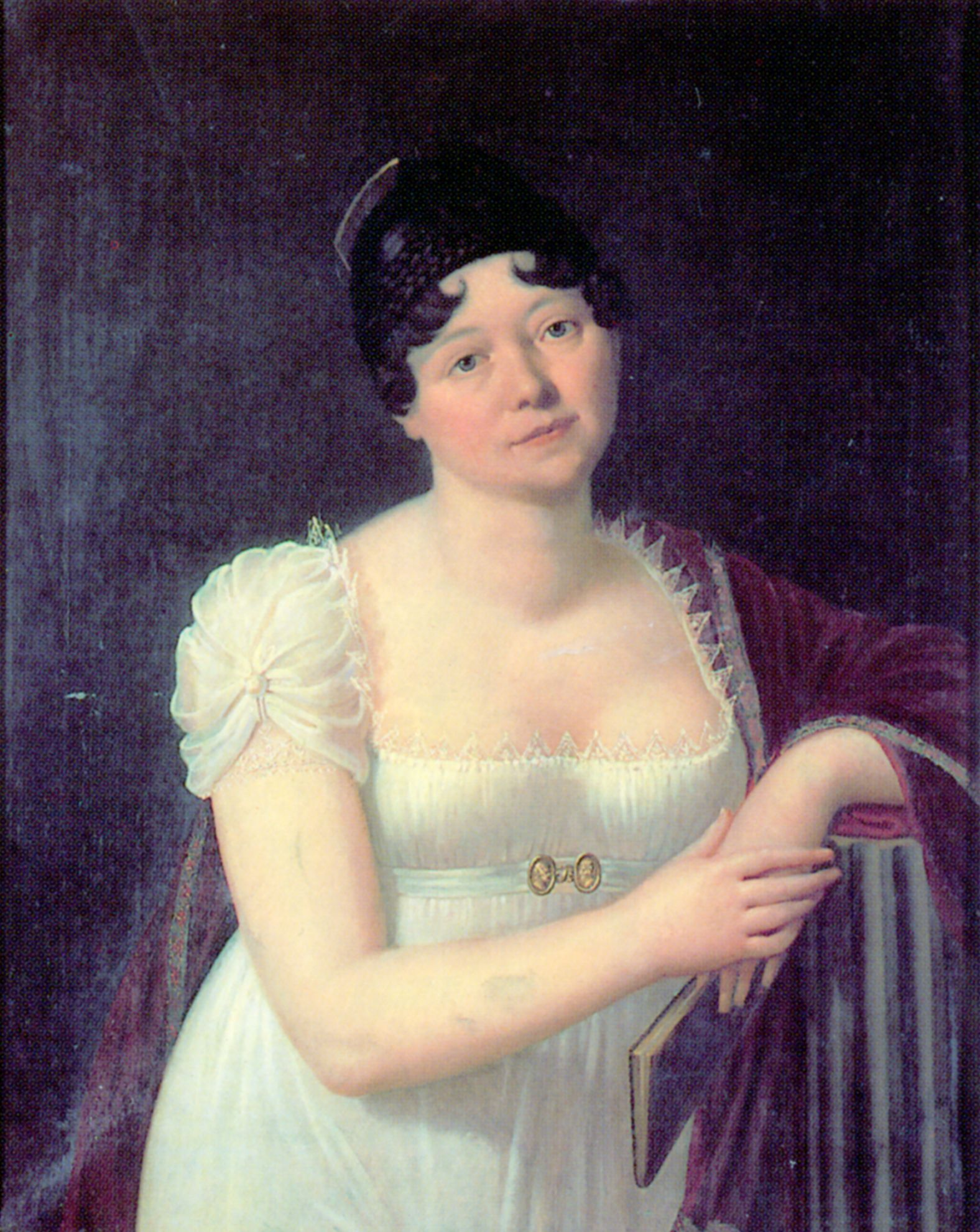
Carl von Ambère: Porträt Caroline von Wolzogen, 1808

Caroline von Lengefeld war eine Tochter des Oberlandjägermeisters Carl Christoph von Lengefeld (1715–1775) am Hof des Fürsten von Schwarzburg-Rudolstadt und seiner Ehefrau Louise von Lengefeld, geborene von Wurmb, in Thüringen. Dort wuchs sie zusammen mit ihrer jüngeren Schwester Charlotte auf. Bereits als Sechzehnjährige wurde sie 1779 standesgemäß mit dem Regierungsrat Friedrich Wilhelm Ludwig von Beulwitz verlobt. Im Jahr 1784 fand die Heirat mit Beulwitz statt, der mittlerweile zum Geheimen Legationsrat im Dienste von Schwarzburg-Rudolstadt ernannt worden war.
Schon früh war das Interesse der Schwestern am literarischen Leben ihrer Zeit geweckt. Enge Verbindungen bestanden zum Musenhof der Herzogin Anna Amalia von Sachsen-Weimar-Eisenach in Weimar. Noch vor Carolines Heirat hatte sie gemeinsam mit Beulwitz, ihrer Mutter und der Schwester 1783 eine Bildungsreise in die französische Schweiz unternommen, wo sie Johann Caspar Lavater und Wilhelm von Wolzogen (1762–1809) kennenlernte sowie auf der Rückreise Friedrich Schiller. Mit letzterem war die Familie ab 1787 eng befreundet und Charlotte heiratete ihn im Jahr 1790. Mit seiner Schwägerin Caroline verband Schiller bis zu seinem Tod eine intensive freundschaftliche, durch die gemeinsamen literarischen Interessen geförderte Beziehung. Durch Beulwitz wurde wiederum der Kontakt geknüpft zu Caroline von Dacheröden sowie zum Erfurter Statthalter Karl Theodor von Dalberg, späterer Kurfürst in Mainz.
Seit 1790 verfolgte Caroline die Trennung von ihrem Ehemann und zog sich nach Gaisberg und Cannstatt zurück. Nachdem die kinderlose Konvenienzehe mit von Beulwitz im Jahr 1794 geschieden worden war, heiratete Caroline von Lengefeld noch im selben Jahr Wilhelm von Wolzogen, mittlerweile Legationsrat, den ältesten Sohn von Schillers Gönnerin aus Bauerbacher Tagen, Henriette von Wolzogen. Ihr Ehemann Wilhelm wurde in Weimar 1796 zum Sachsen-Weimarischen Kammerherrn und 1803 zum Geheimen Rat an der Seite Goethes ernannt. Ab 1797 war Caroline in Weimar zu Hause und nahm wesentlichen Einfluss auf das geistige und gesellschaftliche Leben der Stadt. Ihr Haus wurde Treffpunkt für Literaten und Philosophen: Außer von Schiller wurden sie oft von Johann Wolfgang von Goethe, Christoph Martin Wieland, Johann Gottlieb Fichte, Friedrich Wilhelm Joseph von Schelling und Wilhelm von Humboldt besucht. Caroline gilt als mögliche Mitautorin der Erzählung Der Palast der Wahrheit in Wielands Märchensammlung Dschinnistan.

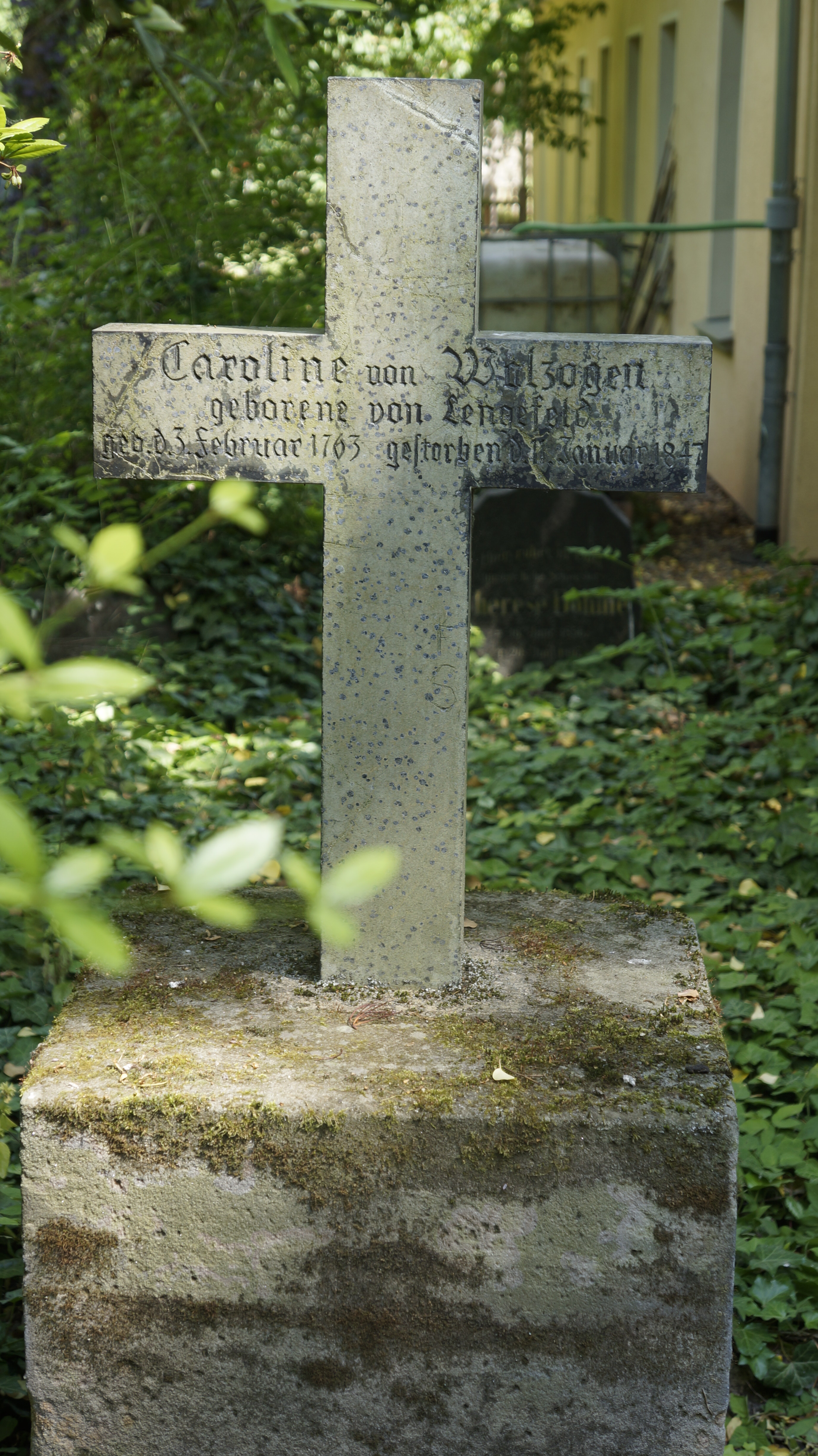
Grabkreuz der Caroline von Wolzogen

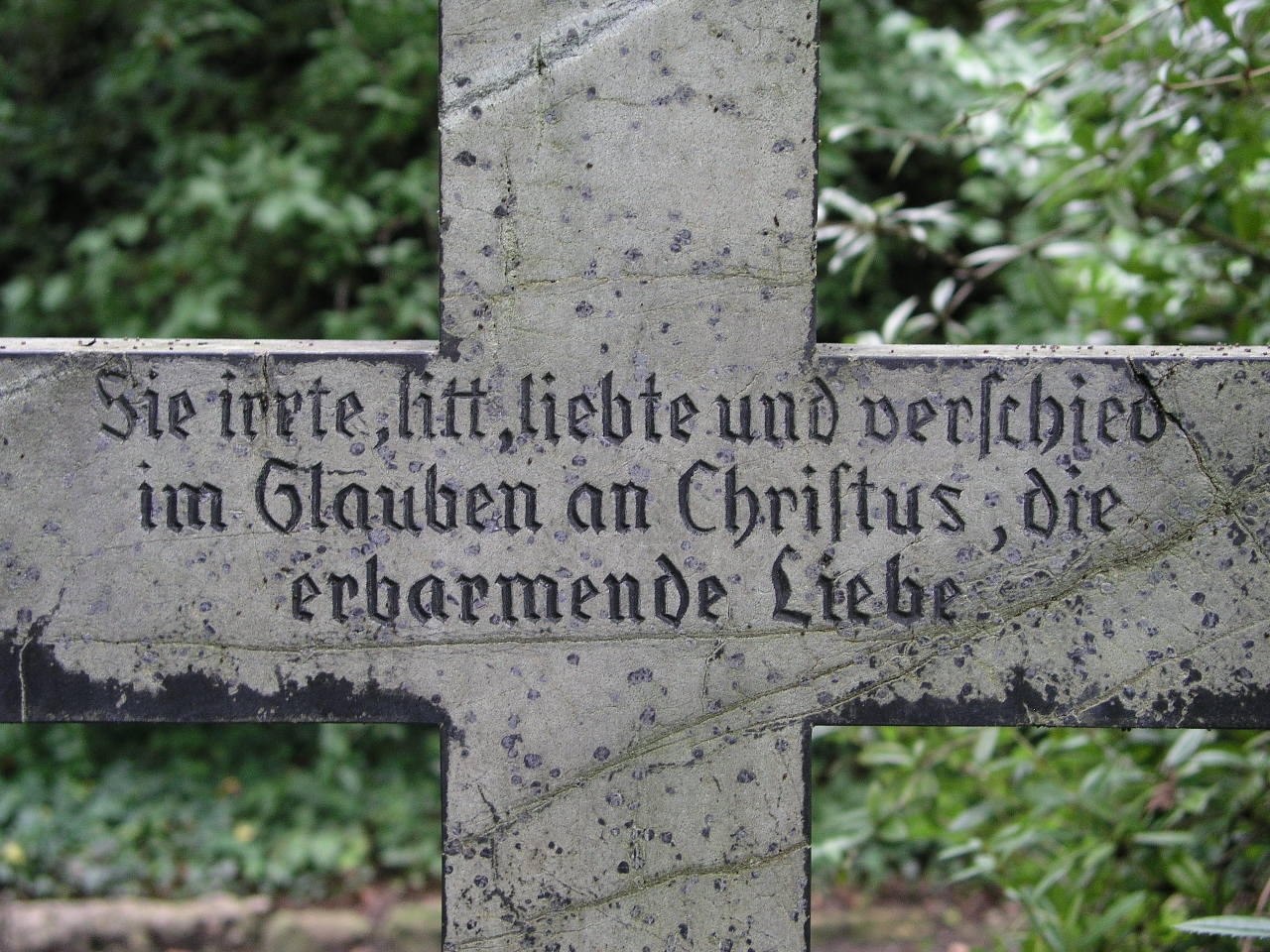
Inschrift auf der Rückseite des Grabkreuzes von Caroline von Wolzogen: „Sie irrte, litt, liebte und verschied im Glauben an Christus, die erbarmende Liebe.“

Nach mehreren Schicksalsschlägen – dem Tod Schillers (1805), ihres Mannes (1809), ihres einzigen Sohnes Adolf (1825) und ihrer Schwester (1826) – zog sich Caroline von Wolzogen immer weiter aus dem gesellschaftlichen Leben Weimars zurück. Sie wohnte ab 1825 in Jena und führte bis zu ihrem Tode im Jahre 1847 ein einsames, von schwärmerischer Religiosität geprägtes Leben.

„Heute um 11 Uhr starb Frau Caroline v. Wolzogen, geb. v. Lengefeld, im 8[3]sten Lebensjahre, die letzte Theilnehmerinn des schönen, Weimar verherrlichenden Dichterlebens. […] Ausgestattet mit den edelsten Gaben des Geistes und den reinsten Tugenden des Herzens hat sie mit den ausgezeichnetsten Männern der vergangenen Zeit, wie Goethe, Herder, Humboldt, Dalberg, Schlabrendorf, in näherer Verbindung gestanden. […] Wer sie kannte, zollte ihr Verehrung und freute sich ihres vielumfassenden, doch anspruchlosen Geistes, ihrer für alles Edle und Schöne begeisterten Gesinnung.“

Sie wurde auf dem  Johannisfriedhof in Jena beigesetzt, wo ihr Grabkreuz erhalten geblieben ist.

## Literarisches Wirken
Schriftstellerisch trat Caroline von Wolzogen vor allem durch zwei Werke hervor: den Roman Agnes von Lilien, der 1796/97 in Schillers Zeitschrift Die Horen erschien, und die 1830 veröffentlichte Biographie Schillers Leben. Verfasst aus Erinnerungen der Familie, seinen eigenen Briefen und den Nachrichten seines Freundes Körner.
Der Roman Agnes von Lilien ist die Geschichte eines empfindsamen und allem Schönen gegenüber aufgeschlossenen schwärmerischen Mädchens, das sich in der realen Welt jedoch fremd und unverstanden fühlt und sich zu einem Idealmann, der alle Tugenden in sich vereint, hingezogen fühlt. Der Roman ist in Ich-Form geschrieben, als fiktive Autobiografie, und das nicht mit dem überlegenen Wissen einer erwachsenen, ihr Leben rückblickend aufzeichnenden Frau, sondern aus der Perspektive einer naiven und „natürlichen“ jungen Frau und weist eine ganze Reihe struktureller Mängel und erzählerischer Inkonsistenzen auf. Die Mentalität und der Tugend- und Wertekanon aber, die den Roman charakterisieren, trafen den Zeitgeist der Wende vom 18. zum 19. Jahrhundert. 1802 erschien der Roman auch in einer französischen Übersetzung.

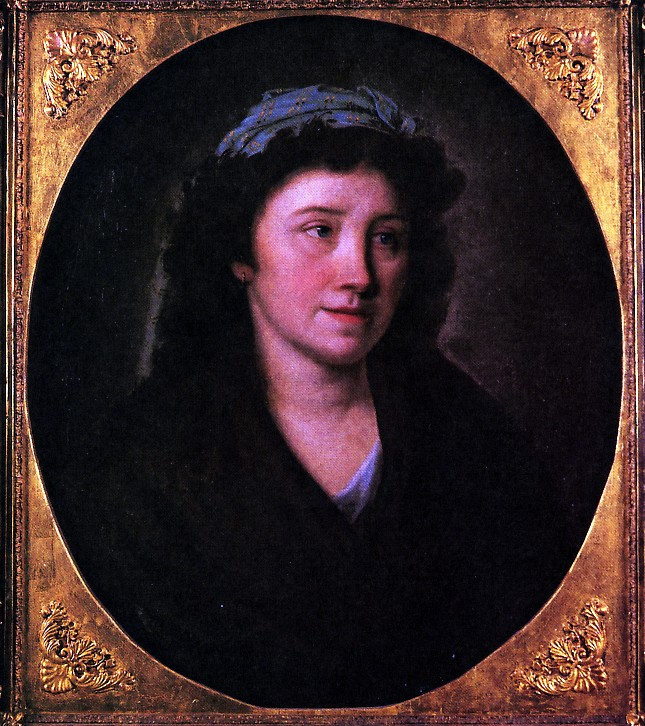
Caroline von Wolzogen (Gemälde um 1800 von Philipp Friedrich von Hetsch)

Bei der zeitgenössischen Leserschaft und auch bei der Literaturkritik fand der anonym erschienene und stark von den auch in Deutschland viel gelesenen empfindsamen Briefromanen Samuel Richardsons inspirierte Roman überwiegend Zustimmung. Als Vorlage für die männliche Hauptfigur in Agnes von Lilien, die in idealer Form alle Tugenden in sich vereint, diente Sir Grandison aus Richardsons Briefroman Geschichte des Sir Charles Grandison. Friedrich Schlegel vermutete sogar Goethe als Verfasser, weil der Roman Anklänge an Wilhelm Meisters Lehrjahre erkennen lässt. Andere schrieben den Roman Friedrich Schiller zu. Bei den Romantikern aber stieß der Roman auf Ablehnung, schließlich geriet er in Vergessenheit, weil Thematik und transportierte Mentalität sehr zeitgebunden sind. Enttäuscht schrieb Caroline von Wolzogen danach zwar noch Erzählungen und Romane, von denen einer (Cordelia) noch 1840 veröffentlicht wurde, doch stießen diese auf vergleichsweise geringe Resonanz.
Agnes von Lilien ist trotz gelegentlicher Neuausgaben zwar weitgehend in Vergessenheit geraten und hat erst im Schiller-Jahr 2005 wieder ein begrenztes Interesse gefunden, ist aber ein Roman, der vielfach in idealtypischer Art – auch mit seinen Schwächen – den intellektuellen Zeitgeist der Zeit um 1800 mit seiner (pietistischen) Schwärmerei und Empfindsamkeit und seiner Begeisterung für psychologische Fragen („Erfahrungsseelenkunde“) widerspiegelt.
Für die Autorin Caroline von Wolzogen kann man mit Jochen Golz festhalten: „Was uns an Lebensspuren Carolines in künstlerischen Texten und Lebenszeugnissen überliefert ist, besitzt gleichwohl beträchtlichen Wert für eine unverstellte Sicht auf die klassische Kultur und ihre Geschichte.“

## Werke (Auswahl)
- Der leukadische Fels (Schauspiel), 1792.
- Agnes von Lilien (Roman), Berlin 1798.
  - Neuausgabe: Agnes von Lilien. Hofenberg, Berlin 2015, ISBN 978-3-8430-7598-5.
- Erzählungen, 2 Bände, 1826. Neuausgabe Hofenberg, Berlin 2015, ISBN 978-3-8430-9783-3
  - Neuausgabe: Die Erzählungen: Beide Bände in einem Buch. Hofenberg, Berlin 2015, ISBN 978-3-8430-9783-3.
- Schillers Leben. Verfasst aus Erinnerungen der Familie, seinen eigenen Briefen und den Nachrichten seines Freundes Körner, Stuttgart 1830.
- Cordelia (Roman), 1840 (Digitalisat).

.

## Hörfunk / Theater
- Du bist mein, wo du auch mein bist. Hörspiel und Schauspiel von Jiří Ort. Produziert vom Norddeutschen Rundfunk im Jahr 2005 mit Marlen Diekhoff als Caroline von Wolzogen sowie Monica Bleibtreu und Andreas Fröhlich als Charlotte und Friedrich von Schiller.[6]

## Filmografie
- Die geliebten Schwestern (2014) ein Film von Dominik Graf, 139 min Bundesrepublik Deutschland